# 天主教穆蘭教區
天主教穆蘭教區（拉丁語：Dioecesis Molinensis）是法國一個羅馬天主教教區，屬克萊蒙總教區。
教廷於1788年決定成立本教區，但由於法國大革命的影響，組建工作受阻。1790至1801年間另外建立了阿列教區。1817年7月27日穆蘭教區恢復。
教區位於阿列省，2004年有教友293,012人（佔轄區總人口85.0%）、五十九個堂區、108名司鐸。現任教區主教為老楞佐·佩瑟魯。